# Eugoniella sapota
Eugoniella sapota — вид еребід з підродини совок-п'ядунів, який поширений у Французькій Гвіані. Єдиний представник монотипового роду Eugoniella.